# Manswet Henryk Aulich
Manswet Henryk Aulich (ur. 21 sierpnia 1793 w Komornikach, zm. 21 lutego 1861) – franciszkanin reformata, misjonarz. 
W latach 1832–1843 przebywał na Bliskim Wschodzie, skąd powrócił do Krakowa. Poznał Azję Mniejszą, po której podróżował z Antonim Muchlińskim. Najdłużej przebywał w Stambule i Izmirze. W 1838 odwiedził Iran. 
Zostawił 3-tomowy "Dziennik dwunastoletniej Misji Apostolskiej na Wschodzie" (Kraków 1850 i 1856). Drugi tom tej pracy zawiera listy od Muchlińskiego.